# سورا أماميا
سورا أماميا (雨宮天 أماميا سورا) هي مطربة ومؤدية أصوات يابانية ولدت في 28 أغسطس 1993 في طوكيو.

## أدوارها في الأنمي

### مسلسلات أنمي تلفزيونية
- أكامي غا كيل! - أكامي
- غايست كراشر - هيسوي ميدوري
- ألدنوا زيرو - أسيلوم فيرس ألوسيا
- لوغ هورايزون - ليليانا
- التلميذ المتخلف في ثانوية السحر - هونوكا ميتسوي
- طوكيو غول - توكا كيريشيما
- طوكيو غول A√ - توكا كيريشيما
- طوكيو غول:re - توكا كيريشيما
- الخطايا السبع المميتة - إليزابيث ليونيس
- الخطايا السبع المميتة: تلميحات الحرب المقدسة - إليزابيث ليونيس
- الخطايا السبع المميتة: إعادة إحياء الوصايا - إليزابيث ليونيس، ليز، بان (أيام الطفولة)، ديلا
- الخطايا السبع المميتة: غضب الملوك - إليزابيث ليونيس
- الخطايا السبع المميتة: قضاء الغضب - إليزابيث ليونيس
- بليد آند سول - جين هازوكي
- أصدقاء الأسبوع - كاوري فوجيميا
- ماجستيك برينس - رونا
- بانتشلاين - ميكاتان ناروغينو
- كلاسروم كرايسس - إيريس شيراساكي
- بلاستيك ميموريز - آيلا
- المعلم الأوتاكو - ميناكو كانو
- ديفاين غيت - يوكاري
- البركة لهذا العالم الرائع! - أكوا
- البركة لهذا العالم الرائع! 2 - أكوا
- WWW.ووركينغ!! - شيهو كاماكورا
- بونغو ستراي دوغز - إيليس
- ري:كرياتورز - روي كانويا
- كواليديا كود - آوي يايغاكي
- بيتليس - ميثودي
- أوفرلورد II - كروش لولو
- أوفرلورد III - كروش لولو
- إيسيكاي كوارتيت - أكوا
- إيسيكاي كوارتيت 2 - أكوا
- دريفتنغ دراغونز - تاكيتا
- استأجر حبيبة - تشيزورو ميزوهارا
- كم من الأثقال ترفع؟ - أكيمي سورسون
- فصل التجسس - ليلي

### أنمي الإنترنت
- نينجا سلاير فروم أنيميشن - ياموتو كوكي

### أفلام أنمي
- آيدولماستر موفي: إلى الجانب البرّاق - شيهو كيتازاوا
- نداء القلب - ناتسوكي نيتو
- ديت أ لايف: مايوري جادجمنت - مايوري
- التلميذ المتخلف في ثانوية السحر: الفتاة التي تنادي النجوم - هونوكا ميتسوي
- الخطايا السبع المميتة: أسرى السماء - إليزابيث ليونيس
- الخطايا السبع المميتة: الملعونون من قبل النور - إليزابيث ليونيس
- بلام! - زورو
- البركة لهذا العالم الرائع!: الأسطورة القرمزية - أكوا
- بونغو ستراي دوغز DEAD APPLE - إيليس

## أدوارها في ألعاب الفيديو
- الخطايا السبع المميتة: أنجاست سن - إليزابيث ليونيس
- ذا سفن ديدلي سنز: نايتس أوف بريتانيا - إليزابيث ليونيس
- آيدولماستر ميليون لايف! - شيهو كيتازاوا

## وصلات خارجية
- سورا أماميا على موقع IMDb (الإنجليزية)
- سورا أماميا على موقع ميوزك برينز (الإنجليزية)
- سورا أماميا على موقع أول ميوزيك (الإنجليزية)
- سورا أماميا على موقع ديسكوغز (الإنجليزية)
- سورا أماميا على موقع قاعدة بيانات الفيلم (الإنجليزية)
- سورا أماميا على موقع كينوبويسك (الروسية)
- سورا أماميا على موقع ANN person (الإنجليزية)
- صفحة IMDb